# فريديريك لوران
فريديريك لوران (بالفرنسية: Frédéric Laurent)‏ (21 نوفمبر 1975 باريس فرنسا - ) هو لاعب كرة قدم فرنسي يلعب كلاعب وسط.

## وصلات خارجية
- فريديريك لوران على موقع قاعدة بيانات كرة القدم.إي يو (الإنجليزية)
- فريديريك لوران على موقع ليكيب (الفرنسية)
- فريديريك لوران على موقع Soccerway.com (الإنجليزية)
- فريديريك لوران على موقع عالم كرة القدم.نت (الإنجليزية)
- فريديريك لوران على موقع GSA (الإنجليزية)